# Bigyromonadea
Bigyromonadea é uma linhagem de organismos fotossintéticos do clado Heterokonta que na presente circunscrição taxonómica contém uma única espécie.

## Taxonomia
- Classe Bigyromonadea Cavalier-Smith 1998 [Developea Karpov & Aleoshin 2016[3] ex Cavalier-Smith 2017[4]]
  - Ordem Developayellales Doweld 2001 [Developayellida Cavalier-Smith 1987]
    - Família Developayellaceae Cavalier-Smith 1997 [Developayellidae]
      - Género Developayella Tong 1995
        - Espécies Developayella elegans Tong 1995

      - Género Develorapax Karpov & Aleoshin 2016
        - Espécie Develorapax marinus Karpov & Aleoshin 2016